# Margarida Talapa
Margarida Adamugy Talapa – mozambicka polityczka, od 2020 roku minister pracy, zatrudnienia i ubezpieczeń społecznych.

## Życiorys
W wyborach powszechnych w 1999 roku została wybrana deputowaną do Zgromadzenia Republiki Mozambiku. Uzyskała reelekcję w wyborach powszechnych w 2004 i w 2009 roku, kiedy to została przewodniczącą klubu parlamentarnego Frontu Wyzwolenia Mozambiku. 17 stycznia 2020 roku prezydent Filipe Nyusi mianował ją ministrem pracy, zatrudnienia i ubezpieczeń społecznych.